# Сьома Дрогобицька обласна партійна конференція
Сьома Дрогобицька обласна партійна конференція — партійна конференція Дрогобицького обласного комітету Комуністичної партії України, що відбулася 9—10 грудня 1955 року в місті Дрогобичі.

## Порядок денний конференції
1. Звітна доповідь (доповідач Гапій Дмитро Гаврилович);
2. Вибори керівних органів обласного комітету.

## Керівні органи Дрогобицького обласного комітету КП(б)У
Обрано обласний комітет у складі 71 члена обкому, 23 кандидатів у члени обкому, Ревізійну комісію в складі 13 чоловік.

### Члени Дрогобицького обласного комітету КП(б)У
- 1.Аркатов Михайло Андрійович — командир авіаційної дивізії, полковник авіації
- 2.Бабійчук Василь Савелійович — 1-й секретар Жидачівського райкому КПУ
- 3.Біндас Ольга Іванівна — голова Дрогобицької облпрофради
- 4.Богомазов Андрій Васильович — 1-й секретар Бориславського міськкому КПУ
- 5.Богоніс Григорій Іванович — голова колгоспу імені Сталіна (Рудківського р-ну)
- 6.Брич Петро Кирилович — 1-й секретар Дублянського райкому КПУ
- 7.В'язовецький Володимир Мусійович — 1-й секретар Мостиського райкому КПУ
- 8.Гапій Дмитро Гаврилович — 1-й секретар Дрогобицького обкому КПУ
- 9.Герасимович В.Р. — начальник Стрийського відділку Львівської залізниці
- 10.Гервасієв Андрій Микитович — командир 73-го стрілецького Сілезького корпусу 13-ї армії Прикарпатського військового округу, генерал-майор
- 11.Глоба З.І.
- 12.Гринчак Євстахій Михайлович — буровий майстер контори буріння тресту «Бориславнафта» (м.Борислав)
- 13.Гриценко Олексій Варфоломійович — начальник Управління КДБ УРСР по Дрогобицькій області, полковник
- 14.Грузинов Микола Васильович — 1-й секретар Журавнівського райкому КПУ
- 15.Демидов Володимир Миколайович — директор Дрогобицького нафтопереробного заводу №1
- 16.Дробченко Григорій Тимофійович — 1-й секретар Сколівського райкому КПУ
- 17.Жуков Тимофій Семенович — 1-й секретар Дрогобицького міськкому КПУ
- 18.Жуков Яків Григорович — завідувач відділу адміністративних і торгово-фінансових органів Дрогобицького обкому КПУ
- 19.Жуланов Григорій Леонідович — Дрогобицький обласний військовий комісар
- 20.Заєць Марія Василівна — ланкова колгоспу імені Сталіна (с.Ралівка Самбірського району)
- 21.Зайцев Г.Г.
- 22.Іонін Петро Іванович — 1-й секретар Миколаївського райкому КПУ
- 23.Іщенко Григорій Ананійович — 1-й секретар Старосамбірського райкому КПУ
- 24.Кащеєв Іван Андрійович — секретар Дрогобицького обкому КПУ
- 25.Клещенко Іван Данилович —  завідувач відділу партійних органів Дрогобицького обкому КПУ
- 26.Коваленко Іван Спиридонович — завідувач відділу пропаганди і агітації Дрогобицького обкому КПУ
- 27.Ковальчук А.С.
- 28.Котенко Григорій Тимофійович — 1-й секретар Підбузького райкому КПУ
- 29.Кузьменко Андрій Варфоломійович — 1-й секретар Судово-Вишнянського райкому КПУ
- 30.Кузьмяк Ганна Антонівна —  бригадир тракторної бригади Викотівської МТС (Самбірського району)
- 31.Куліш Василь Онисимович — 1-й секретар Ходорівського райкому КПУ
- 32.Куценко Віктор Петрович — секретар Дрогобицького обкому КПУ
- 33.Літовка Анатолій Кирилович — 1-й секретар Стрілківського райкому КПУ
- 34.Масло Дмитро Йосипович — 1-й секретар Рудківського райкому КПУ
- 35.Меркулов Василь Іларіонович — 1-й секретар Стрийського міськкому КПУ
- 36.Міщенко Олександра Яківна — голова Комарнівського райвиконкому
- 37.Мордовцев Степан Іванович — 1-й секретар Крукеницького райкому КПУ
- 38.Набока Павло Федорович — 1-й секретар Славського райкому КПУ
- 39.Нитко Микола Іванович — завідувач промислово-транспортного відділу Дрогобицького обкому КПУ
- 40.Ніколаєнко Василь Сидорович — секретар Дрогобицького обкому КПУ
- 41.Ніколенко Василь Васильович — голова колгоспу імені Сталіна (Самбірського р-ну)
- 42.Оліпер Михайло Ілліч — 1-й секретар Боринського райкому КПУ
- 43.Откаленко Олександр Матвійович — начальник Дрогобицького обласного управління сільського господарства
- 44.Павленко Григорій Калинович — 1-й секретар Дрогобицького райкому КПУ
- 45.Панченко Василь Прокопович — голова Дрогобицького міськвиконкому
- 46.Певко Андрій Дмитрович — 1-й секретар Самбірського міськкому КПУ
- 47.Пєсков М.Д.
- 48.Підпригорщук Микола Володимирович — директор Дрогобицького педагогічного інституту імені Івана Франка
- 49.Прокопов Гнат Тихонович — 1-й секретар Новострілищанського райкому КПУ
- 50.Ржебаєв Євген Валеріанович — машиніст-інструктор паровозного депо Стрий
- 51.Рибальченко Костянтин Макарович — 1-й заступник голови Дрогобицького облвиконкому
- 52.Рудь Юрій Володимирович — 1-й секретар Меденицького райкому КПУ
- 53.Сендзюк Феодосій Лук'янович — головний редактор Дрогобицької обласної газети «Радянське слово»
- 54.Сердюк Тарас Михайлович — 1-й секретар Турківського райкому КПУ
- 55.Середа Іван Матвійович — 1-й секретар Комарнівського райкому КПУ
- 56.Скопін Віктор Дмитрович — начальник Управління МВС УРСР по Дрогобицькій області, полковник
- 57.Спінякова Олена Пилипівна — завідувачка відділу по роботі серед жінок Дрогобицького обкому КПУ
- 58.Тарвердова Ніна Олексіївна — агроном колгоспу «30-річчя ВЛКСМ» (села Грусятичі Новострілищанського р-ну)
- 59.Тарнавський Ілля Євстахійович — 1-й секретар Самбірського райкому КПУ
- 60.Терещенко Олександр Максимович — 1-й секретар Стрийського райкому КПУ
- 61.Ткаченко Григорій Іванович — 1-й секретар Добромильського райкому КПУ
- 62.Толстой Микола Андрійович — прокурор Дрогобицької області
- 63.Торбяк Тарас Миколайович — 1-й секретар Дрогобицького обкому ЛКСМУ
- 64.Федюн Єгор Мефодійович — директор Пнікутської МТС
- 65.Чепіжак Єфросинія Федорівна — заступник голови Дрогобицького облвиконкому
- 66.Черватюк Василь Федорович — 1-й секретар Нижанковицького райкому КПУ
- 67.Чуб Григорій Михайлович — голова партійної комісії при Дрогобицькому обкомі КПУ
- 68.Шевченко Андрій Олександрович — завідувач сільськогосподарського відділу Дрогобицького обкому КПУ
- 69.Шелех Микола Родіонович — 2-й секретар Дрогобицького обкому КПУ
- 70.Ющенко Лука Юхимович — 1-й секретар Хирівського райкому КПУ
- 71.Яворський Іван Йосипович — голова Дрогобицького облвиконкому

### Кандидати у члени Дрогобицького обласного комітету КП(б)У
- 1.Авраменко Клавдія Іванівна
- 2.Байко Гнат Іванович — голова Журавнівського райвиконкому
- 3.Блонар Мирослав Миколайович — секретар партійної організації колгоспу ім.Молотова (Старосамбірського р-ну)?
- 4.Бурковський Анатолій Трохимович — голова правління Дрогобицької облспоживспілки
- 5.Гук Микола Іванович — Стрийського вагоноремонтного заводу?
- 6.Гусаков І.І. — голова колгоспу ім.Хрущова (Жидачівського р-ну)?
- 7.Іванников Іван Андрійович — директор Роздольського сірчаного комбінату
- 8.Козаков Петро Михайлович — завідувач відділу шкіл Дрогобицького обкому КПУ
- 9.Леонов Юрій Сергійович — голова Ходорівського райвиконкому
- 10.Маланчин Микола Михайлович — голова Жидачівського райвиконкому
- 11.Мохнаткін Олексій Федорович — кол. парторг ЦК КПРС на 8-му нафтопромислі (м.Борислав)
- 12.Неплюєв Микола Федорович — завідувач Дрогобицького обласного відділу охорони здоров'я
- 13.Павленко Сергій Автономович — заступник голови Дрогобицького облвиконкому
- 14.Савченко Опанас Павлович — голова Крукеницького райвиконкому
- 15.Семенюк Микола Павлович — голова Дублянського райвиконкому
- 16.Середняк Іван Петрович — голова Рудківського райвиконкому?
- 17.Скороход Іван Кузьмич — завідувач Дрогобицького обласного фінансового відділу
- 18.Созанський Станіслав Герасимович — директор Миколаївського цементного заводу
- 19.Тарапацький Йосип Августович — голова колгоспу ім.Хрущова (Мостиського р-ну)?
- 20.Теньковський Михайло Гордійович — голова Дрогобицької обласної планової комісії
- 21.Трофимчук Опанас Денисович — завідувач відділу оргнабору робітників і переселення Дрогобицького облвиконкому
- 22.Химчук Ганна Федорівна — доярка колгоспу імені Ворошилова (с.Уличне Дрогобицького р-ну)
- 23.Чапля Михайло Михайлович — голова колгоспу імені Леніна (Підбузького р-ну)

### Члени Ревізійної комісії обласного комітету КП(б)У
- 1.Вербівський Степан Павлович — завідувач Дрогобицького обласного відділу народної освіти
- 2.Вєтрова Алла Прокопівна — секретар Добромильського райкому КПУ
- 3.Голуб Олексій Тарасович
- 4.Євдокименко Мойсей Степанович — начальник Дрогобицького обласного управління промисловості продовольчих товарів, голова Ревізійної комісії
- 5.Зубатенко Тамара Іванівна — голова Дрогобицького райвиконкому
- 6.Калюжний Степан Тимофійович — голова Самбірського райвиконкому
- 7.Колбаса Юхим Опанасович — голова Меденицького райвиконкому
- 8.Костюк Олексій Григорович
- 9.Михальський Владислав Миколайович — начальник Стрийського вагоноремонтного заводу
- 10.Монастирський Іван Володимирович — голова колгоспу імені Івана Франка (Підбузького р-ну)
- 11.П'ятак Іван Данилович — голова Стрийського райвиконкому
- 12.Убога Дарія Іванівна — секретар партійної організації колгоспу «30-річчя ВЛКСМ» (Ходорівського р-ну)
- 13.Чорноморець Семен Костянтинович — начальник Дрогобицького обласного управління культури

10 грудня 1955 року відбувся 1-ий пленум Дрогобицького обласного комітету КПУ. 1-м секретарем обкому КПУ обраний Гапій Дмитро Гаврилович, 2-м секретарем — Шелех Микола Родіонович, секретарями — Кащеєв Іван Андрійович, Куценко Віктор Петрович, Ніколаєнко Василь Сидорович.
Обрано бюро Дрогобицького обласного комітету КПУ: Гапій Дмитро Гаврилович, Шелех Микола Родіонович, Кащеєв Іван Андрійович, Куценко Віктор Петрович, Ніколаєнко Василь Сидорович, Яворський Іван Йосипович, Жуков Тимофій Семенович, Гриценко Олексій Варфоломійович, Клещенко Іван Данилович. Кандидатами в члени бюро Дрогобицького обласного комітету КПУ обрані Біндас Ольга Іванівна, Гервасієв Андрій Микитович і Сендзюк Феодосій Лук'янович.